# ZIS-110
Der ZIS-110 (russisch ЗИС-110) ist eine Oberklasselimousine des sowjetischen Herstellers Sawod imeni Stalina (kurz ZIS). Das Fahrzeug wurde ab 1942 als Nachfolger des ZIS-101 entwickelt und nach Ende des Zweiten Weltkriegs ab 1946 in Serie gefertigt. Aufgrund der Entstalinisierung hießen die Limousinen ab 1956 ZIL-110, so wie auch das Werk in Moskau in Sawod imeni Lichatschowa umbenannt wurde. Die Produktion lief bis 1958, in dieser Zeit wurden 2089 Stück ZIS-110 bzw. ZIL-110 in verschiedenen Varianten hergestellt. Optisch ist der Wagen dem Packard 180 des Modelljahres 1942 nachempfunden. Es handelt sich aber weder um eine exakte Kopie noch um einen Nachbau auf amerikanischen Produktionsanlagen, wie es beim Vorgänger teilweise der Fall gewesen war. Nachfolger wurde der ZIL-111.
Auf Basis des ZIS-110 wurden mindestens 55 Exemplare einer gepanzerten Staatskarosse gebaut, der ZIS-115.

## Fahrzeuggeschichte

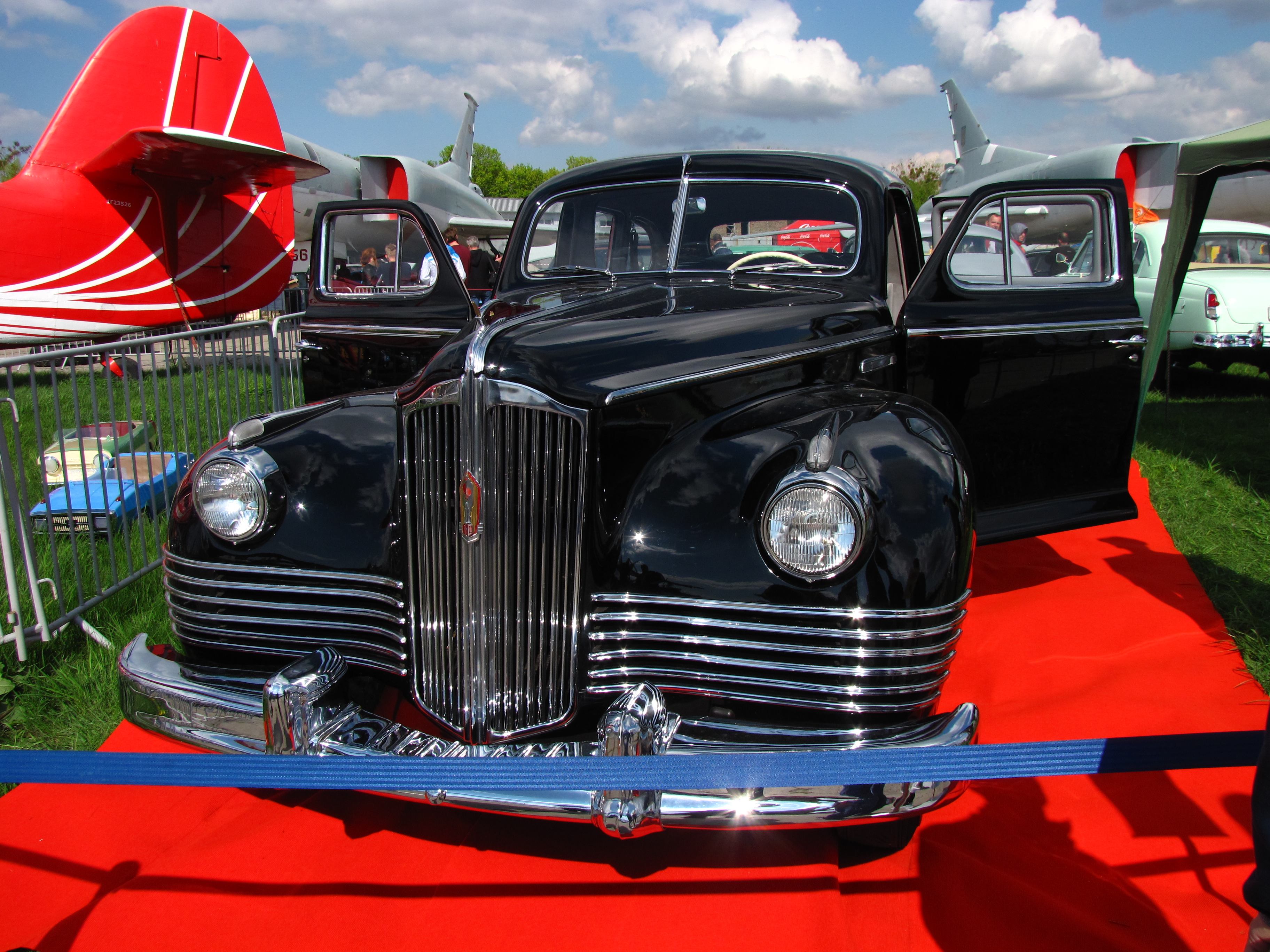
Ein ZIS-110 auf der Old Car Land in Kiew, Ukraine (2018)

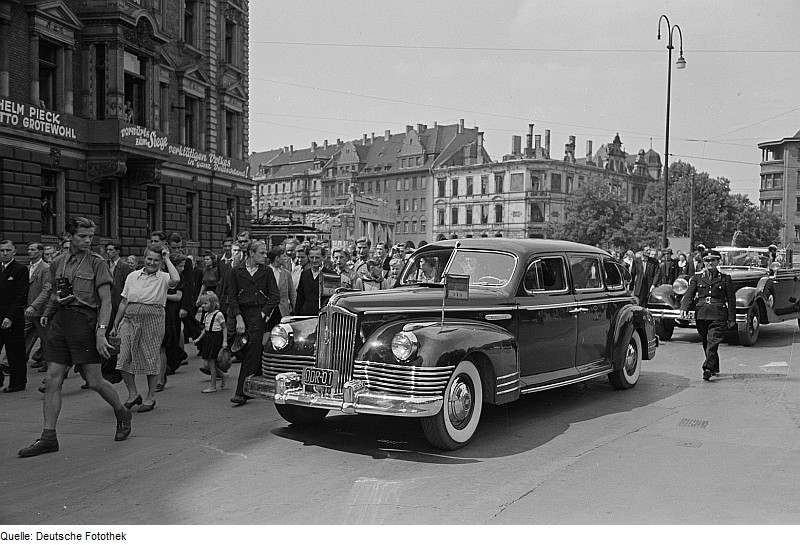
ZIS-110 als Staatslimousine von Wilhelm Pieck mit dem Kennzeichen DDR-01, Leipzig (1950)

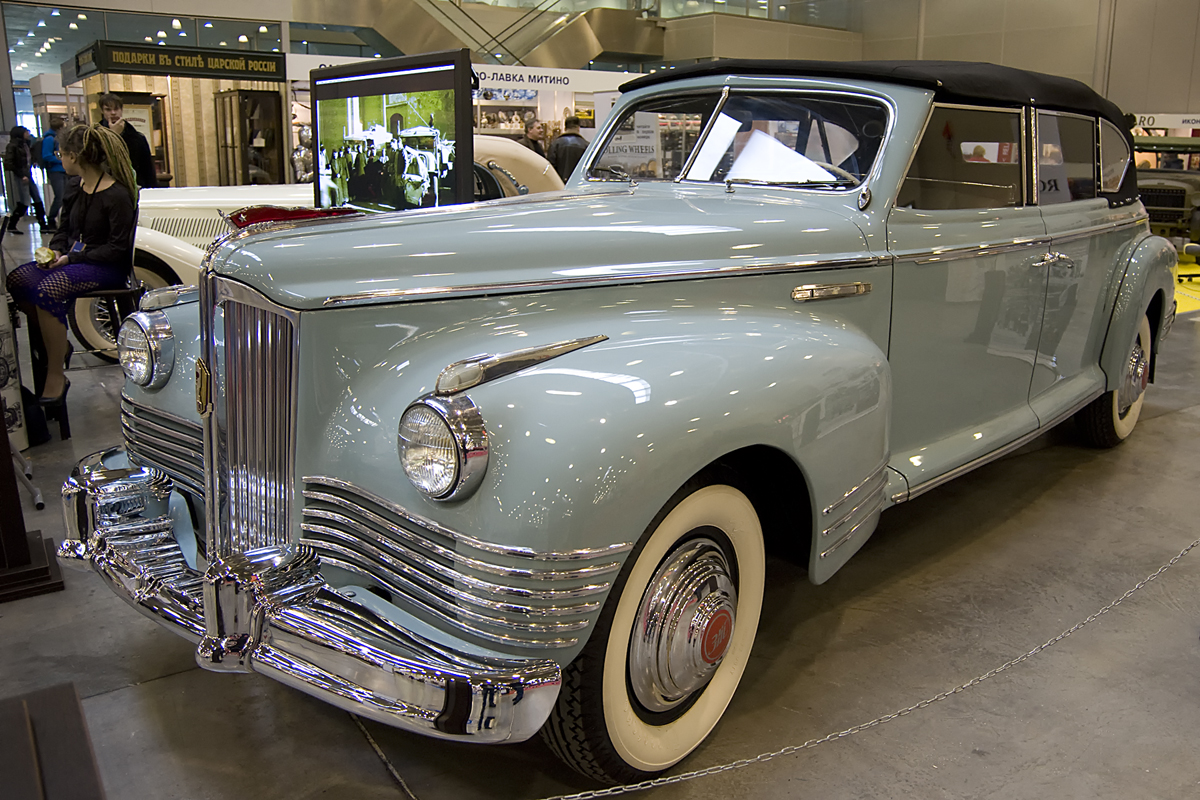
Cabriolet ZIS-110B in originaler grauer Lackierung in einem Museum (2012)

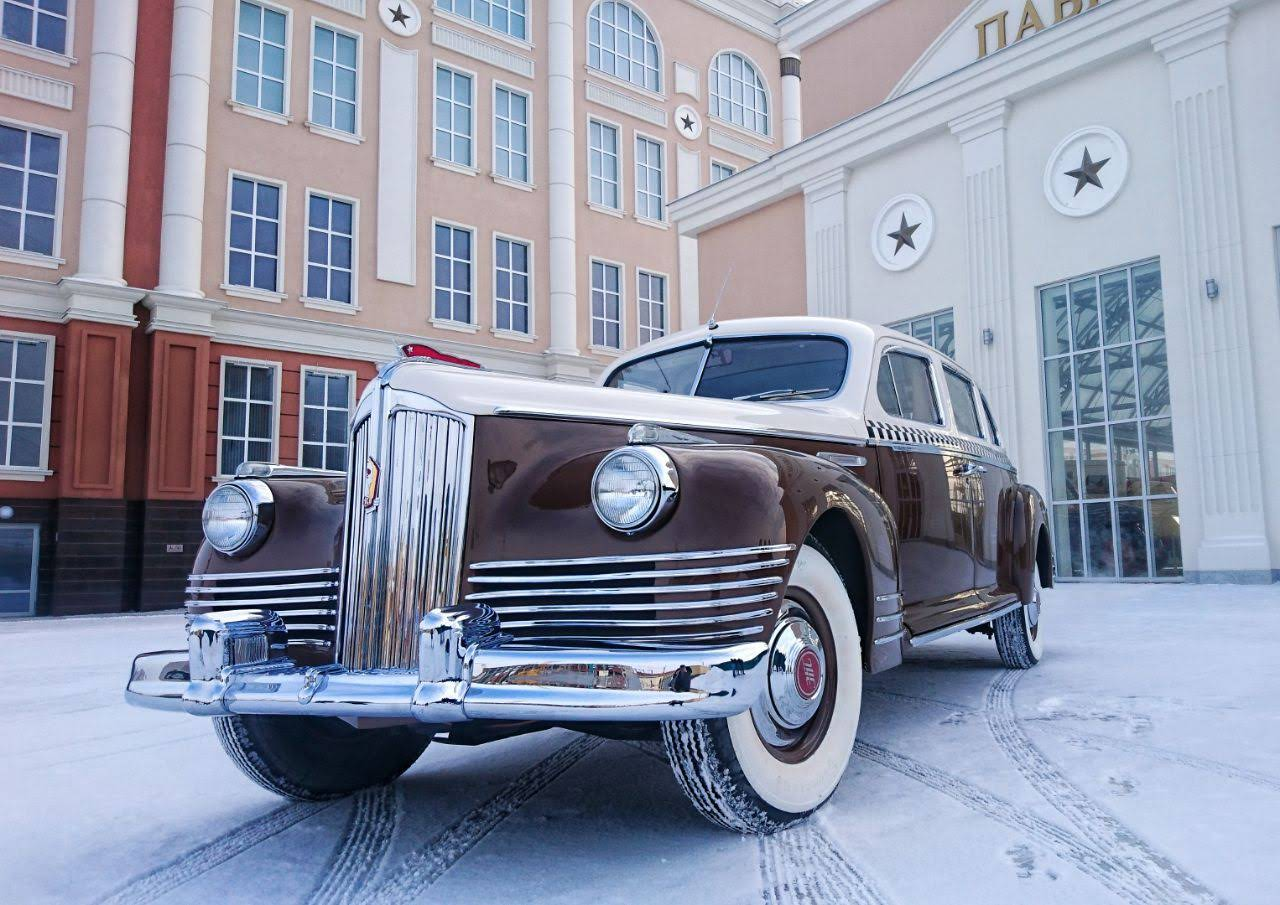
ZIS-110 als Taxi in originalgetreuer Lackierung (2019)

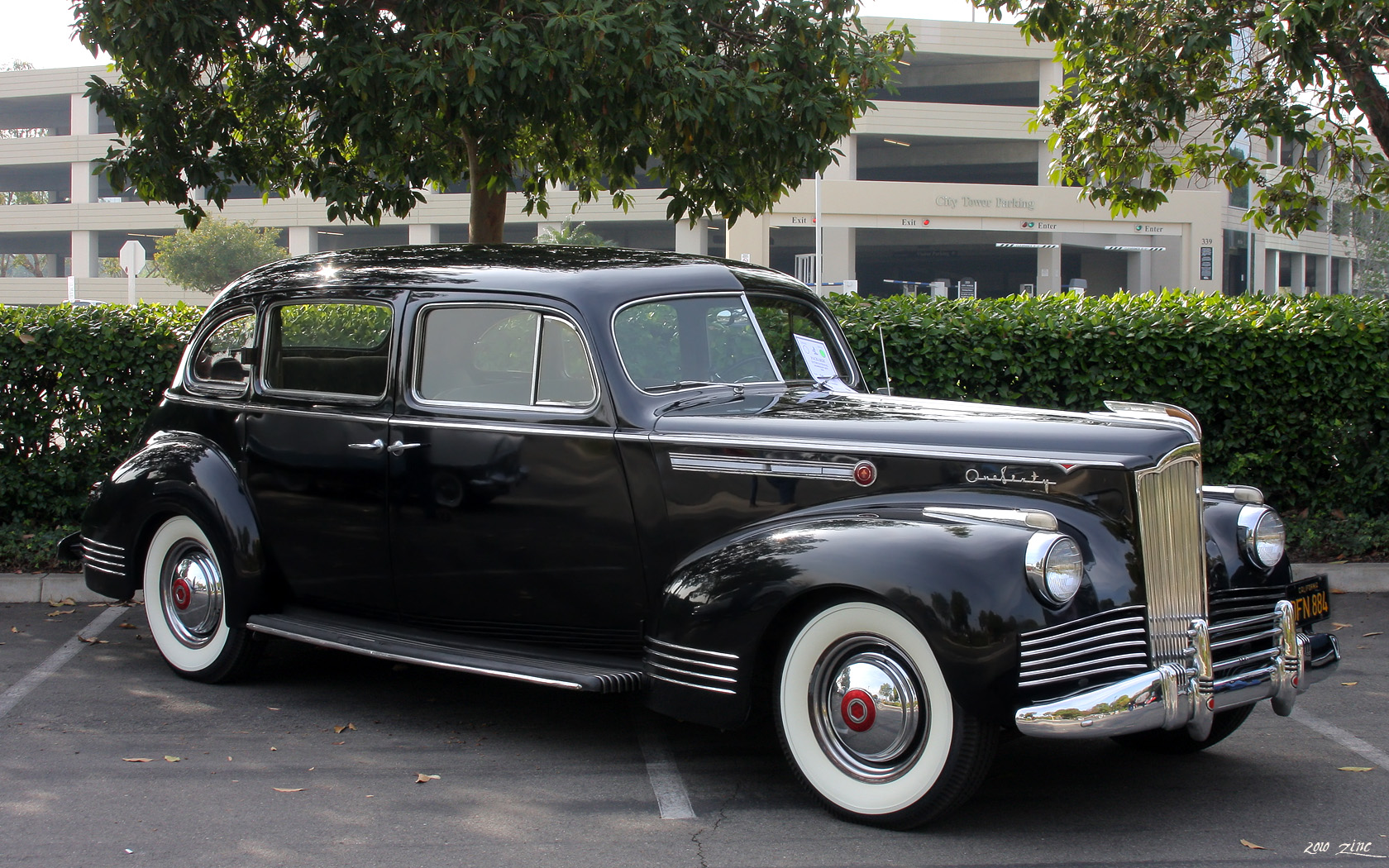
Ein 1942er Packard 160 mit dem gleichen Karosseriedesign wie der Packard 180. Diverse Details sind anders als beim ZIS-110, am auffälligsten die Trittbretter und Chromteile (2010)

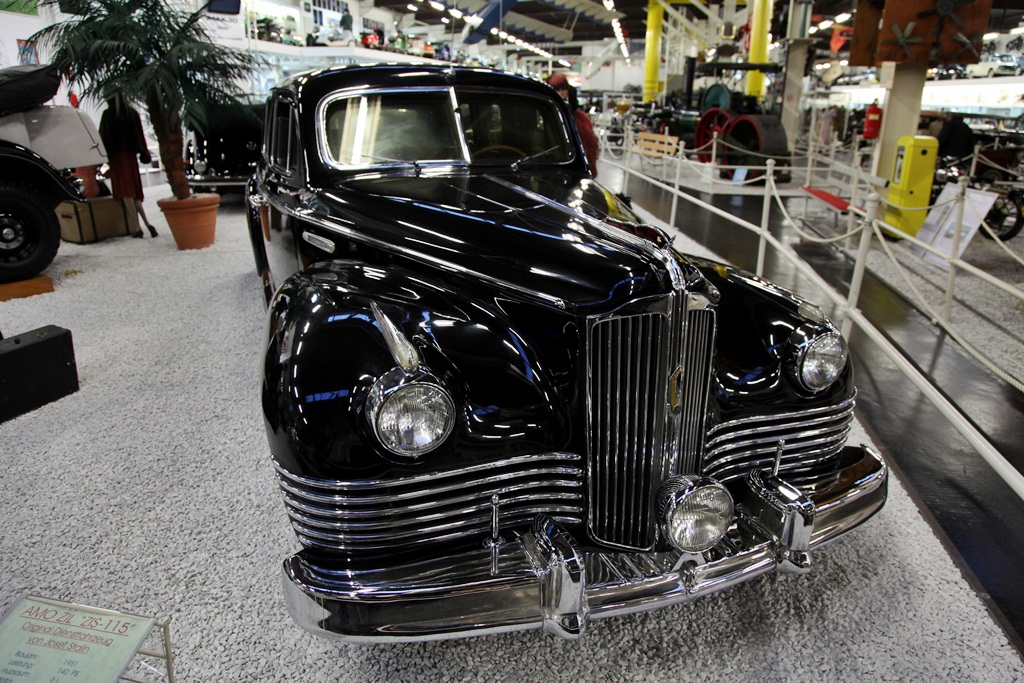
Ein gepanzerter ZIS-115 aus dem Besitz von Josef Stalin in einem Museum (2012)

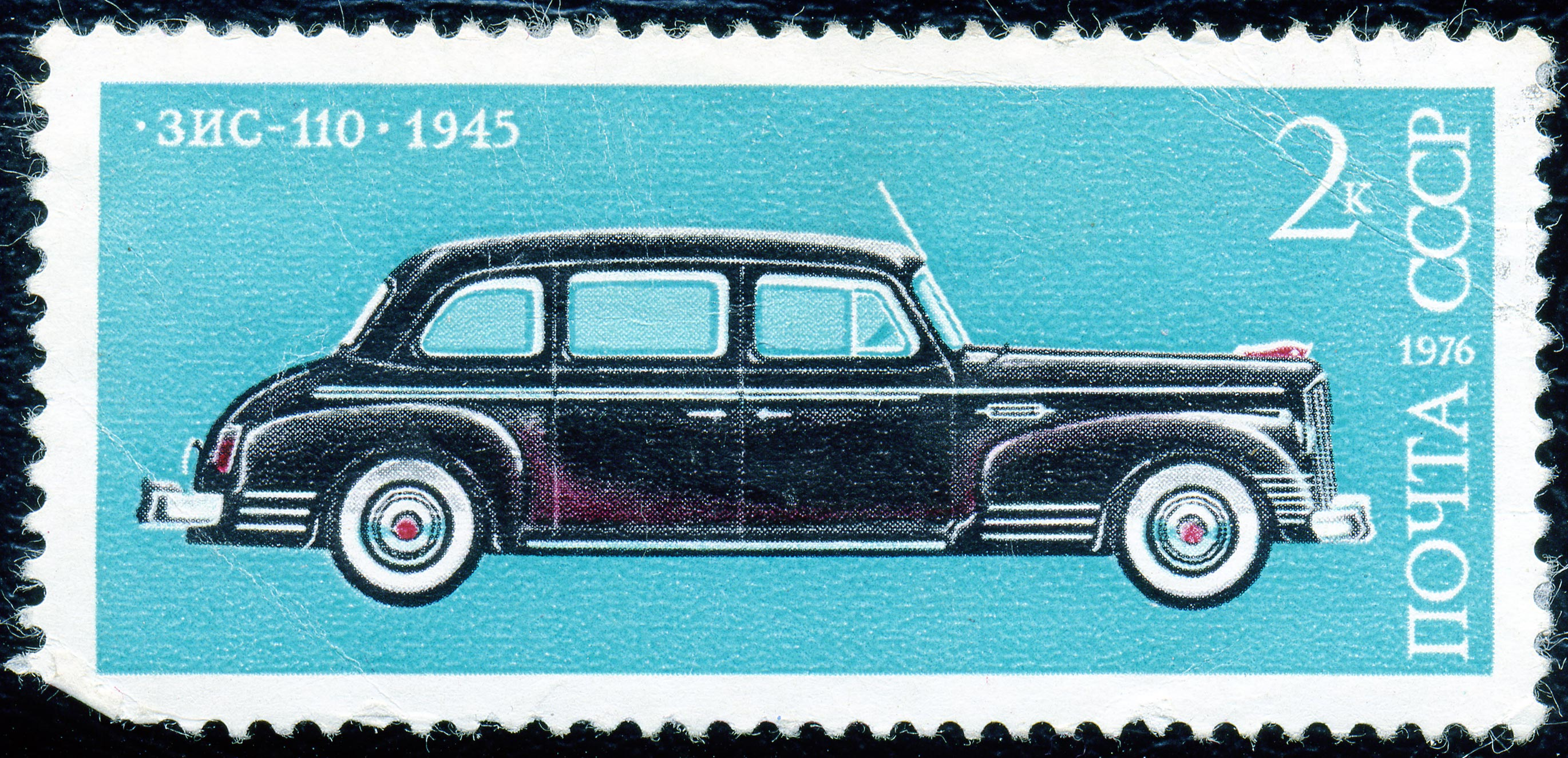
Eine sowjetische Briefmarke von 1976 mit ZIS-110 als Motiv

Der deutsche Überfall auf die Sowjetunion im Sommer 1941 brachte innerhalb kurzer Zeit die gesamte zivile, noch junge sowjetische Pkw-Produktion zum Erliegen. Dies betraf nicht nur Kleinwagen und Mittelklassefahrzeuge wie den KIM-10 oder den GAZ-M1, sondern auch die Fertigung der Oberklasselimousine ZIS-101. Die großen Automobilbauer wie das Sawod imeni Stalina oder das Gorkowski Awtomobilny Sawod stellten ihre Produktion auf militärische Güter um und bauten bis Mitte 1945 neben Waffen fast ausschließlich Lastwagen. Dennoch wurde von einer Gruppe von Konstrukteuren, auch auf politisches Bestreben, bereits ab 1942 ein Nachfolgemodell für den ZIS-101 entwickelt.
Aufgrund der persönlichen Vorliebe Stalins orientierte man sich wie schon beim Vorgänger an US-amerikanischen Automodellen, dieses Mal an einem Fahrzeug des Herstellers Packard, dem Packard 180 des letzten Baujahres 1942. Beim Vorgänger hatten die sowjetischen Ingenieure Maschinen aus den USA zugekauft. Beim ZIS-110 wurden eigene Formen und Presswerkzeuge für die Karosserieteile angefertigt. So konnten auch diverse kleine Änderungen am Design vorgenommen werden. Am augenscheinlichsten waren die Trittbretter, die beim ZIS-110 komplett entfielen. Auch wurde auf ein Ersatzrad auf dem Kotflügel verzichtet, wie es noch beim 1941er Packard 180 vorhanden war. Verschiedene Chromteile wurden angepasst, insbesondere die vordere Stoßstange und die Zierleisten an den Kotflügeln. Tatsächlich sind sogar die großen Blechteile und die Karosserie verändert worden, wodurch sie nicht zwischen den Fahrzeugen austauschbar sind. Insbesondere die Linienführung der Fensterkanten wurde im Detail anders gestaltet. Auch der Motor ist ein anderer als im Packard.
Der erste Prototyp wurde sofort nach Kriegsende fertiggestellt und war am 20. Juli 1945 fahrbereit. Bis Ende des Jahres wurden einige wenige Automobile gefertigt, der Produktionsbeginn verzögerte sich auch, weil das Werk gleichzeitig auch neue Lastwagen wie den ZIS-150 und Busse wie den ZIS-154 entwickelte und in die Serienproduktion übernahm. Ab 1946 wurde der ZIS-110 in Serie gebaut. 1949 begann nach einer entsprechenden Entwicklungsphase die Fertigung des ZIS-110B, der offenen Phaetonvariante des Personenwagens. Es folgten weitere Prototypen, für das Militär wurden zum Beispiel mit Teilen aus leichten Allrad-Lastwagen einzelne Fahrzeuge mit Allradantrieb gebaut. Außer der gepanzerten Limousine, dem ZIS-115, brachte es aber keiner der Prototypen bis zur Serienproduktion.
Auch nach Stalins Tod im Frühjahr 1953 wurde der Wagen weiter gebaut. Chruschtschow leitete 1956 die Entstalinisierung ein, wodurch dessen Name auch aus den Werksnamen in der Automobilindustrie und den Typenbezeichnungen verschwand. Aus dem Sawod imeni Stalina (ZIS) wurde das Sawod imeni Lichatschowa (ZIL), der ZIS-110 wurde zum ZIL-110. Sowjetische Literatur der späten 1950er-Jahre lässt die Bezeichnung ZIS mehr oder weniger vollständig aus und nennt die Limousinen unabhängig vom Baujahr ZIL-110, obwohl dies historisch nicht korrekt ist. Die Fertigung des ZIL-110 endete 1958 und es existieren in der sowjetischen Literatur auch keine schlüssigen Hinweise auf eine darüber hinausgehende Fertigung, obwohl gelegentlich Baujahre bis 1961 genannt werden.
Der ZIS-110 wurde vielseitig eingesetzt und stand unter anderem den höchsten Repräsentanten der Sowjetunion und den Staatsoberhäuptern der mit ihr verbündeten Staaten zur Verfügung. So wurde dem Präsidenten der DDR Wilhelm Pieck zum 75. Geburtstag im Jahre 1951 ein siebensitziges ZIS-110-Cabriolet überreicht, es hatte aber auch schon vorher Fahrzeuge vom Typ ZIS-110 in der DDR gegeben. Sie kamen auch nach Kuba und diverse Sowjetrepubliken. Insbesondere die offenen Modelle waren bei Militärparaden und ähnlichen Anlässen auch nach Ende der Produktion noch in Gebrauch, teilweise bis in die 1980er-Jahre. Insgesamt wurden mindestens 2089 ZIS-110 gebaut, darin eingeschlossen etwa 100 Phaetons und 32 Exemplare des ZIS-115. Tatsächlich lag die Zahl wahrscheinlich geringfügig höher, weil von der gepanzerten Variante mindestens 55 Stück produziert wurden. Ab 1958 wurde der wesentlich modernere ZIL-111 als Nachfolgemodell gebaut. Auch dieser folgte in Stil und Technik dem Vorbild eines amerikanischen Straßenkreuzers, dem Packard Patrician der Baujahre 1955–1956.

## Modellvarianten
Im Laufe der zwölf Jahre Produktionszeit gab es mehrere Versionen des Fahrzeugs. Einige wurden nur in kleinen Stückzahlen produziert oder blieben Prototypen.
- ZIS-110 – Grundversion mit Karosserie als Limousine, gebaut von 1945/46 bis 1958.
- ZIS-110A – Ambulanzversion, ein Krankentransportwagen. Ein Patient kann liegend transportiert werden, dazu wurde die Kofferraumklappe modifiziert.
- ZIS-110B – Modell mit Phaetonkarosserie, in Serie gebaut von 1949 bis 1958. Die Fahrzeuge erhielten Seitenfenster aus Zelluloid oder leichte Steckfenster mit Holzrahmen. Dieses Modell wurde bevorzugt für Militärparaden und ähnliche Anlasse genutzt, teilweise bis in die 1980er-Jahre hinein.
- ZIS-110W – Auch als ZIS-E110W bezeichnet, das E steht für experimentell. Prototyp eines Cabriolets mit festen Seitenfenstern von 1957, eine Serienfertigung erfolgte nicht, wahrscheinlich kam die Entwicklung zu spät. Erst beim Nachfolger gab es eine Serienversion als Cabriolet, den ZIL-111W.
- ZIS-110P – 1956 wurden mindestens zwei Fahrzeuge mit Allradantrieb hergestellt, das eine mit Limousinenkarosserie, das andere als Phaeton. Für den Allradantrieb verwendete man Teile aus dem Antriebsstrang der Lastwagen GAZ-62 und GAZ-63.
- ZIS-110Sch – Für die Armee bereits im Jahr 1949 entweder als Prototyp oder als Kleinserie gebaut. Ebenfalls mit Allradantrieb, jedoch mit Teilen aus einem Dodge WC51.
- ZIS-110 Taxi – Einige Fahrzeuge wurden mit entsprechenden Lackierungen versehen und als Taxi verwendet. Unter anderem verkehrten sie im offiziellen Betrieb auf der Langstrecke Moskau – Simferopol.
- ZIS-110 Kombi – Eine offizielle Bezeichnung existiert nicht, jedoch Fotografien von Fahrzeugen mit Kombi-Aufbauten.[8] Der Verwendungszweck ist nicht belegt, möglicherweise wurden sie wie der ZIS-110A als Krankenwagen oder auch als Leichenwagen eingesetzt.
- ZIS-115 – Gepanzerte Ausführung als Limousine und sowjetische Staatskarosse.

## Technische Daten
Für die Grundversion ZIS-110.
- Motor: wassergekühlter Achtzylinder-Reihen-Viertakt-Ottomotor
- Motortyp: „ZIS-110“
- Leistung: 140 PS (103 kW) bei 3600 min−1
- Hubraum: 6005 cm³
- Bohrung: 90,0 mm
- Hub: 118,0 mm
- maximales Drehmoment: 392 Nm bei 3200 min−1
- Verdichtung: 6,85:1
- Gemischaufbereitung: Vergaser, Typ „MKS-L3“
- Zündfolge: 1–6–2–5–8–3–7–4
- Anlasser: ST-10, 1,2 PS Leistung
- Lichtmaschine: G16, 35 A, 225 W
- Bordspannung: 6 V
- Kupplung: Einscheiben-Trockenkupplung
- Getriebe: mechanisches Dreigang-Schaltgetriebe, synchronisiert
- Höchstgeschwindigkeit: 140 km/h
- Treibstoffverbrauch: 23 l/100 km bei konstanten 60 km/h
- Beschleunigung von 0…100 km/h: 28 s
- Bremse: Trommelbremsen vorne und hinten mit Vakuum-Bremskraftverstärker, Handbremse auf die Hinterachse wirkend
- Antriebsformel: 4×2 (Hinterradantrieb)

Abmessungen und Gewichte
- Länge: 6000 mm
- Breite: 1960 mm
- Höhe: 1730 mm (bei Leergewicht)
- Radstand: 3760 mm
- Spurweite vorne: 1520 mm
- Spurweite hinten: 1600 mm
- minimale Bodenfreiheit: 210 mm
- Wendekreis: 15,2 m Durchmesser
- Sitzplätze: 7
- Trockengewicht: 2450 kg
- Leergewicht: 2575 kg
- Zuladung: 525 kg
- zulässiges Gesamtgewicht: 3100 kg
- Achslast vorne: 1450 kg
- Achslast hinten: 1650 kg
- Reifengröße: 7,00–16″ oder 7,50–16″